# محمود الخواجة
محمود عرفات الخواجة (1960-1995) قائد عسكري، ومجاهد ومناضل فلسطيني، ومؤسس الجناح العسكري لحركة الجهاد الإسلامي في فلسطين «قسم»، ولد الشهيد القائد محمود عرفات الخواجة في مخيم الشاطئ للاجئين، في مدينة غزة الموافق 27 (ديسمبر) 1960، هاجرت أسرته من قرية حمامة عام 1948م، تلقى تعليمه الابتدائي والإعدادي في مدارس وكالة الغوث للاجئين، وأكمل تعليمه الثانوي في مدرسة فلسطين الثانوية «القسم العلمي» ثم تلقى تعلميه الجامعي في الجامعة الإسلامية بغزة وحصل على درجة الإجازة العلمية «الليسانس» بعدها التحق بالدراسات العليا بالجامعة وحصل على «دبلوم عام التربية». نشأ الشهيد محمود عرفات الخواجة على الإباء والتحدي بعد استشهاد عمه على يد الاحتلال الصهيوني لتكون هذه الحادثة من بواكير الدوافع النفسية له ليخوض معركته مع الصهاينة والاحتلال، اتهمه إسرائيل بأنه خلف مقتل العشرات من جنود الجيش الإسرائيلي.

## انتماؤه لحركة الجهاد
مع بداية ظهور الأفكار الجهادية والثورية في قطاع غزة على يد المفكر الإسلامي الدكتور فتحي الشقاقي، كان الشهيد محمود من أوائل الذين آمنوا بتلك الأفكار وتشبعوا بذلك الطرح الجهادي، فأصبح الشهيد عضوًا بارزًا في حركة الجهاد الإسلامي والجماعة الإسلامية في الجامعة فترأس كتلة المستقلين الطلابية في الجامعة الإسلامية بغزة، ومسئولاً للجهاد الإسلامي في مخيم الشاطئ ولنشاطه المتميز في مساجد المخيم وخاصة المسجد الأبيض كان الشهيد من أوائل المعتقلين في العام 1983 م حيث حكم عليه بالسجن لمدة خمسة شهور، وكان قبلها قد اعتقل لمدة شهر مع آخرين بتهمة حرق العلمين الصهيوني والأمريكي في الجامعة الإسلامية.

## تأسيسه للجهاز العسكري
كان عمله الأهم والأكبر هو تأسيس الجهاز العسكري لحركة الجهاد الإسلامي في فلسطين «القوى الإسلامية المجاهدة (قسم)» ونفذت في عهده وبمشاركته وتخطيطه أضخم العمليات العسكرية في فلسطين، وخلال فترة وجيزة نسبيًا سجل الجهاز العسكري للجهاز الإسلامي بقيادة الشهيد القائد/ محمود الخواجة إنجازات هامة عبر عملياته العسكرية النوعية، خاصة تلك العمليات الاستشهادية الأولى من نوعها في تاريخ النضال والجهاد الفلسطيني، ولا غرو في ذلك (فالجهاد الإسلامي) دومًا طليعي متفرد.

## أبرز العمليات العسكرية
- عملية أسدود والتي نفذها الشهيد علي العماوي من مخيم الشاطئ على محطة تجمع للجنود الصهاينة في أسدود بتاريخ 7 ابريبل 1994 م بسلاح رشاش فقتل اثنين من الضباط أحدهما مسؤول أمن المستوطنات في قطاع غزة وجرح ما لا يقل عن عشرة آخرين، وقد أشرف محمود الخواجا مباشرة على تدريب الشهيد/ علي العماوي على إطلاق النار وفن المواجهة
- عملية نتساريم الاستشهادية والتي نفذها المجاهد هشام حمد من حي الشيخ رضوان على تجمع عسكري بالقرب من مفترق البوليس الحربي في وسط قطاع غزة قرب مغتصبة نتساريم بواسطة دراجة هوائية مملوءة بالمتفجرات والعبوات الناسفة والتي أدت العملية الاستشهادية إلى مقتل ثلاثة جنود صهاينة وإصابة ستة آخرين ما بين خطيرة ومتوسطة، وذلك بتاريخ 11 نوفمبر 1994 م وقد جاءت العملية الاستشهادية ردًا على اغتيال الشهيد المجاهد هاني عابد الذي اغتيل في الثاني من الشهر نفسه على أيدي الموساد الصهيوني.
- عملية بيت ليد المزدوجة لقد كانت ومازالت عملية بيت ليد الكابوس الذي يقض مضاجع قادة الكيان الصهيوني وجنودهم الجبناء.. حقًا أصبحت (بيت ليد) الكابوس الدائم لجنود الجيش الذي لا يقهر.. يتوجه الشهيد أنور سكر مع رفيق دربه الشهيد صلاح شاكر (الصاروخ المزدوج) بتاريخ 22/1/1995م ليفجرا أجسادهما الطاهرة وسط أكبر تجمع للجنود الصهاينة ليرتقوا إلى العلا.. ويعلن العدو عن مقتل اثنين وعشرين جندياً صهيونيًا وإصابة أكثر من ستين بإصابات بالغة.
- عملية كفارداروم الجهادية والتي نفذها الشهيد (خالد الخطيب) بتاريخ 9/4/1995م باقتحام سيارته المفخخة لسيارة باص تقل جنودًا صهاينة وقد أسفرت العملية عن مقتل 8 جنود وإصابة 40 جندي آخر.

## علاقاته الاجتماعية
عرفه الطلاب في المساجد كما عرفه أبناء مخيمه آمرًا بالمعروف ناهيًا عن المنكر، وقد كان الشهيد ذا علاقات واسعة مع الكثيرين من أبناء شعبه على اختلاف توجهاتهم السياسية. ,حرص الخواجة دومًا أن يسود مخيمه الوفاق بين الفصائل العاملة على الساحة، لذلك شارك لعدة مرات في لجان الإصلاح وتسوية النزاعات بين الفصائل في ظل الانتفاضة. وعرف عنه  بحبه للمستضعفين وخدمة الجماهير، فكان متواضعًا ومتفانيًا في عمله في وكالة الغوث، وكان محب لرياضة كمال الأجسام ورفع الأثقال ولشدة تعلقه بها حرص على اقتناء أدواتها ومن ثم افتتح صالة رياضية لتدريب الناشئة من أبناء شعبنا الفلسطيني.